# Fasnet in Friedrichshafen

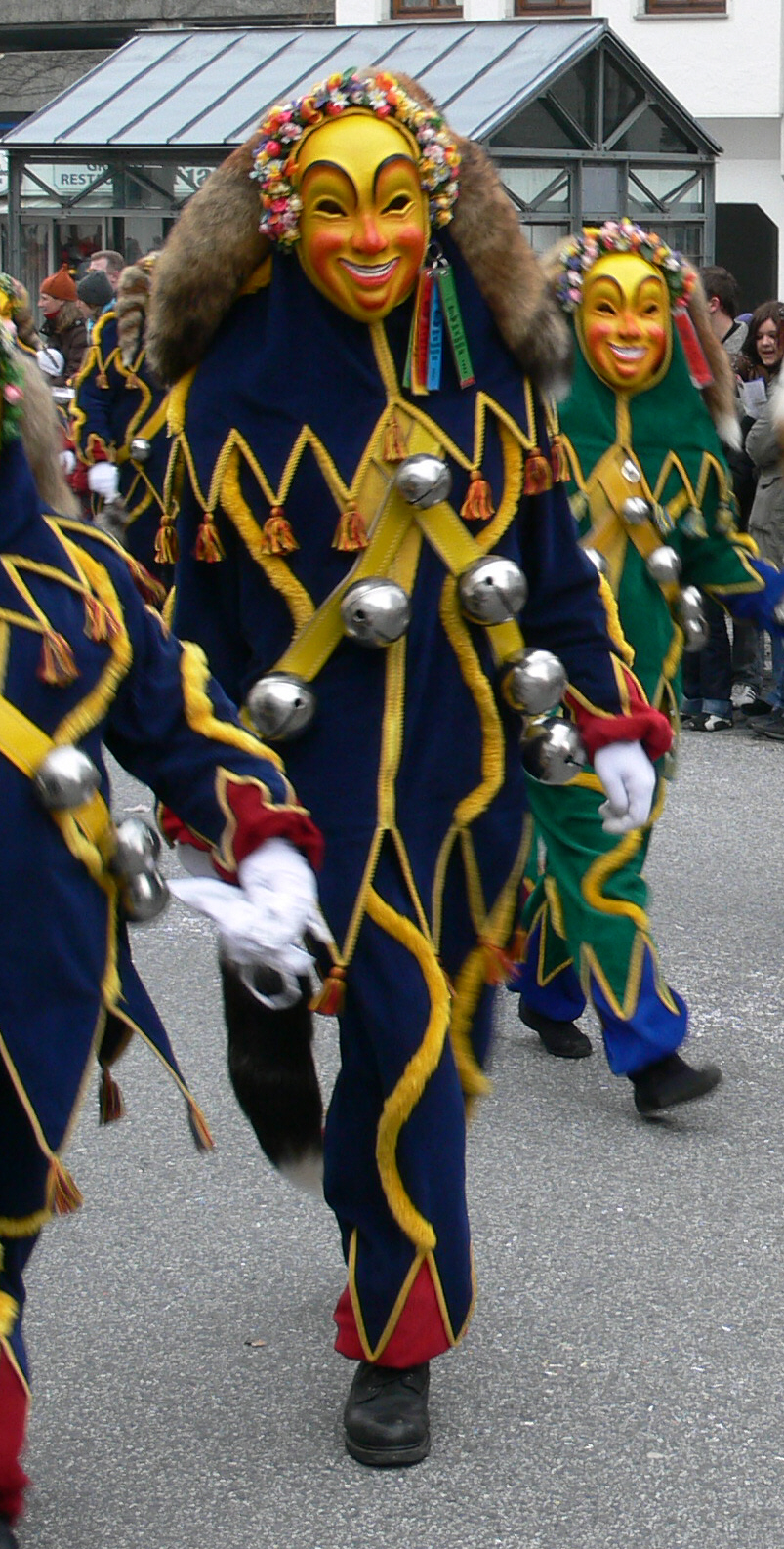
Hafennarr der Narrenzunft Seegockel (2008)

Die Fasnet in Friedrichshafen (auch: Fastnacht) wird nach schwäbisch-alemannischer Tradition gefeiert. Die meisten Brauchtümer konzentrieren sich auf die sogenannten „Hohen Tage“ vom Gumpigen Donnerstag bis zum Aschermittwoch. Größter Narrenverein Friedrichshafens ist die Narrenzunft Seegockel, die zum Verein zur Pflege des Volkstums Friedrichshafen gehört.

## Geschichte
Der erste Nachweis für die Feier eines Fasnetsbrauchs ist aus dem Jahr 1569 überliefert. Der Leiter des Klosters Hofen Rupert Reichlin von Meldeck beschrieb in seinem Notizbuch einen Scherz der Rebleute Buchhorns zu diesem Anlass. Ab 1845 sind durch die Zeitung Seeblatt sogenannte Fasnachtsspiele belegt. 1861 tauchte die erste Narrengesellschaft, die Fischbacher „Bachfischer“, auf, die den ersten Umzug durch Friedrichshafen veranstaltete. In der zweiten Hälfte des 19. Jahrhunderts veränderte die Fasnet ihre Struktur. Vor allem Narrengesellschaften wie die „Narrhalla“ und Tanzbälle standen im Vordergrund. Durch den Zweiten Weltkrieg unterbrochen, wandelte sich das Brauchtum zurück zur Maskenfasnet, die sich eher in den Straßen abspielt. 1951 wurde die heute größte Narrenzunft, die NZ Seegockel gegründet; weitere Zünfte der Ortsteile folgten. Zuletzt entstanden 2002 die Fischbacher Brunnisach-Hexen.

## Brauchtum
Die „Hohen Tage“ der schwäbisch-alemannischen Fasnet beginnen mit dem Gumpigen Donnerstag. An diesem Tag begeben sich die Narrenzünfte zusammen mit einigen Musikkapellen in die Kindergärten und Schulen Friedrichshafens und beenden dort den Unterricht. Dieser Brauch, der in von den Schulen organisierten Veranstaltungen endet, nennt sich Schulbefreiung. Außerdem stürmen die Narren das Rathaus und entheben den Bürgermeister als Symbol für ihre Machtübernahme seines Amtes. Der Tag endet nach dem Setzen des Narrenbaums mit traditionellen Hemdglonkerumzügen und Bällen. Am Samstag findet der große Umzug in der Innenstadt statt, an dem verschiedene Narrengruppen aus der Umgebung und aus ganz Deutschland teilnehmen. Außerdem wird abends der große Bürgerball im Graf-Zeppelin-Haus veranstaltet. Nach einem Ball für die Kinder am Dienstag wird die Fasnet mit dem Brauch des „Gockelmetzgens“ beendet.

## Organisation
Für die Organisation der Fasnet in Friedrichshafen ist der „Verein zur Pflege des Volkstums Friedrichshafen e.V.“ verantwortlich. Ihm gehört die Narrenzunft Seegockel, die für die Veranstaltung der Umzüge und der Straßenfasnet verantwortlich ist, der Elferrat, der die Saalveranstaltungen im Graf-Zeppelin-Haus plant und die Musikvereine Bürgergarde und Fanfarenzug Graf Zeppelin an, die sich um die Musikalische Gestaltung der Veranstaltungen kümmert. Daneben bildet die Narrenzunft Seegockel seit 1994 zusammen mit den Narrenzünften der Stadtteile Ailingen, Berg, Ettenkirch, Fischbach, Kluftern, Lottenweiler und Raderach sowie den Bodenseenarren die „Interessengemeinschaft Häfler Narrenzünfte“ (IGHN). Sie dient der Absprache von Terminen und der Planung gemeinsamer Veranstaltungen und vertritt außerdem die Narrenzünfte gegenüber der Stadt Friedrichshafen.